# Représentations diplomatiques à Madagascar

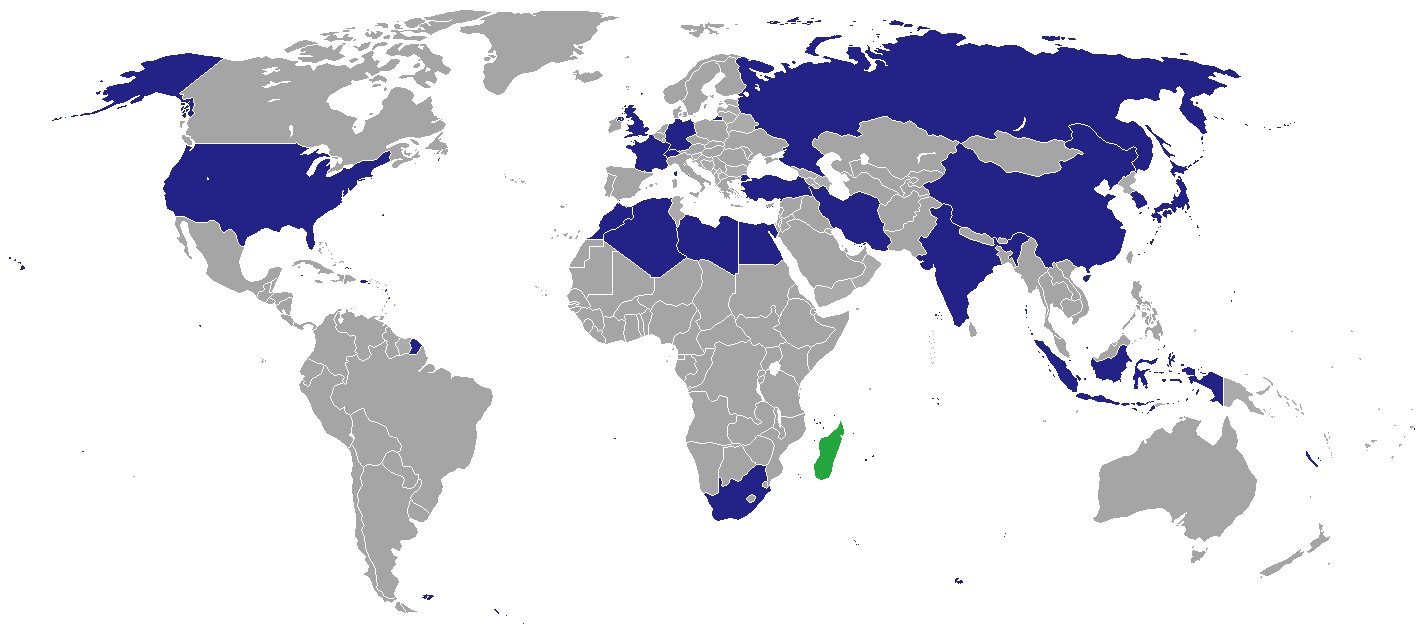
Représentations diplomatiques à Madagascar
Madagascar
Pays avec une ambassade à Madagascar
Pays avec un consulat général à Madagascar

Ceci est une liste des représentations diplomatiques à Madagascar. Il y a actuellement 22 ambassades et un consulat général à Antananarivo.

## Ambassades à Antananarivo

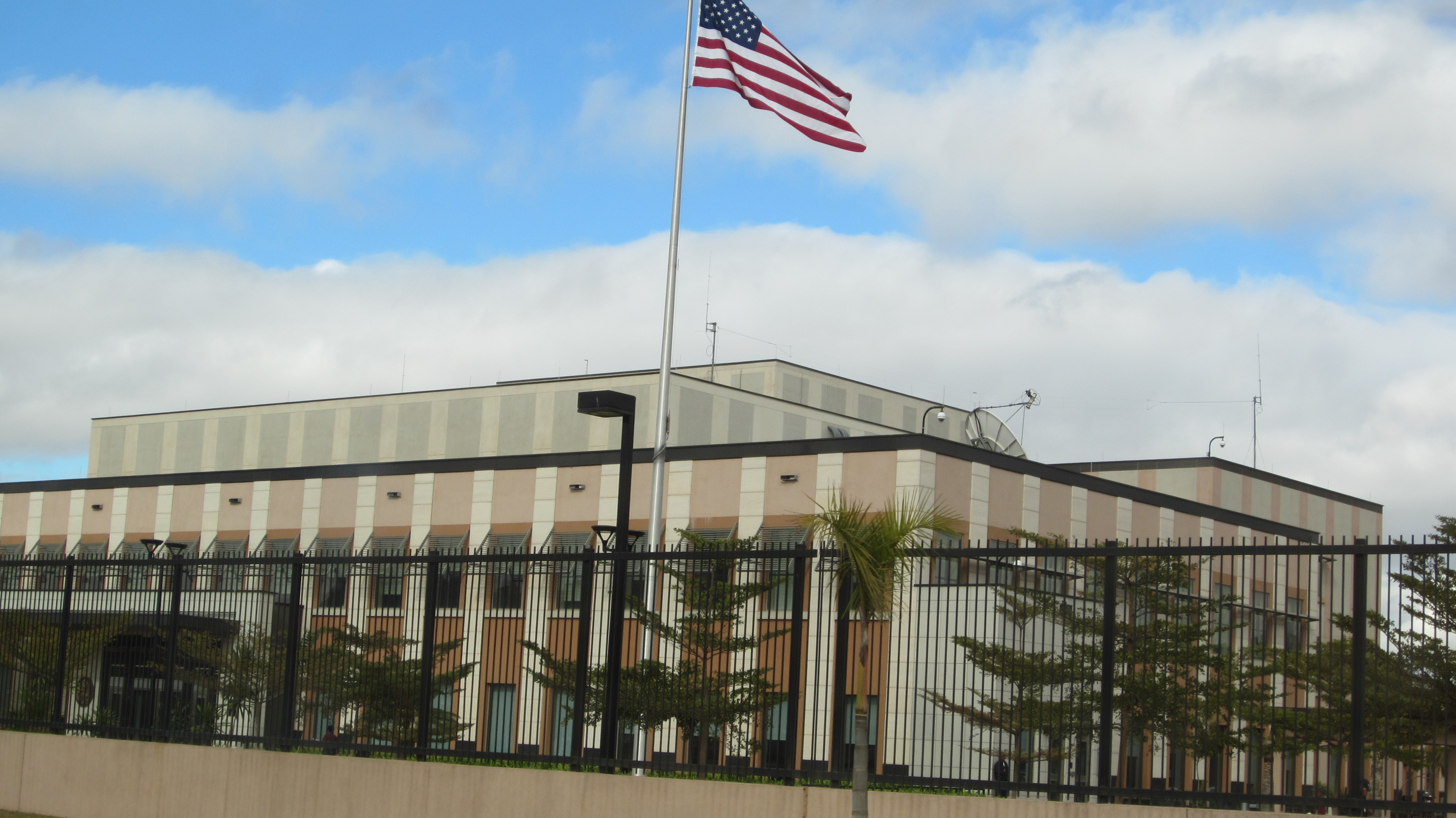
Ambassade des États-Unis à Antananarivo

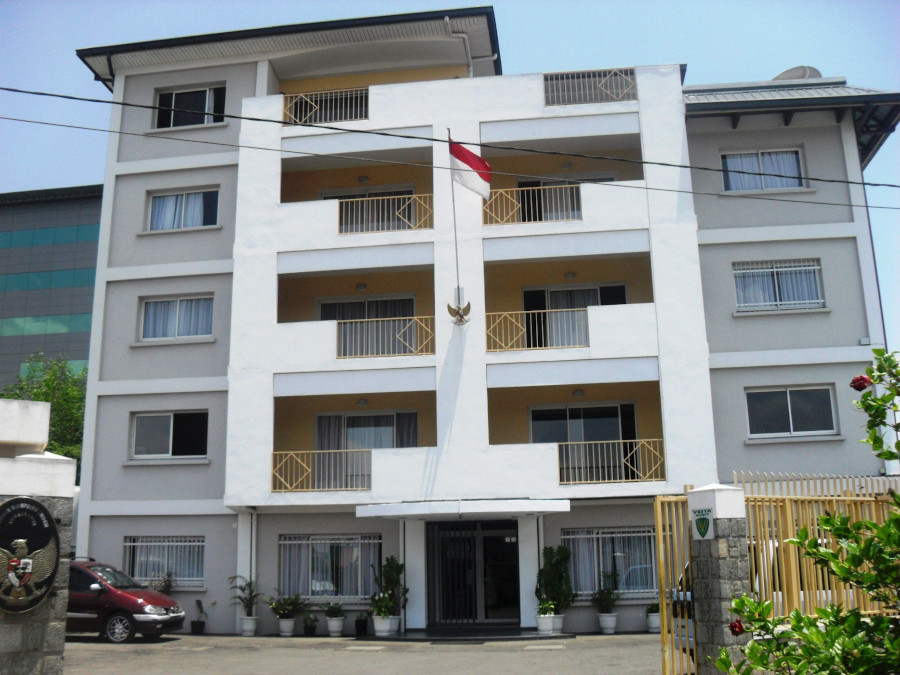
Ambassade d'Indonésie à Antananarivo

| - Afrique du Sud - Algérie - Allemagne - Chine - Comores - Corée du Sud - Égypte - États-Unis - France - Inde - Indonésie | - Iran - Japon - Libye - Maroc - Maurice Ordre de Malte - Royaume-Uni - Russie - Suisse - Turquie - Vatican |

## Autres missions
- Union européenne (Délégation)

### Consulat àAntsiranana
- France (Bureau consulaire)

### Consulats àMahajanga
- Comores (Consulat)
- France (Bureau consulaire)

### Consulats àToamasina
- France (Bureau consulaire)

## Ambassades non résidentes
À Pretoria, sauf indication contraire
| - Arabie saoudite (Dar es Salam) - Argentine (Nairobi) - Australie (Port-Louis) - Autriche - Belgique (Nairobi) - Brésil (Maputo) - Cameroun (Addis-Abeba) - Canada - Chypre - Croatie - Cuba (Nairobi) - Danemark (Kampala) - Espagne - Finlande (Maputo) - Grèce (Nairobi) - Hongrie - Irlande (Maputo) - Israël (Jérusalem) - Italie | - Lesotho - Mali - Malaisie - Mexique - Norvège (Pretoria) - Pays-Bas (Dar es Salam) - Pologne (Nairobi) - Portugal (Maputo) - Roumanie - Serbie (New York) - Slovaquie - Suède (Maputo) - Tanzanie - Tchéquie - Trinité-et-Tobago - Ukraine - Viêt Nam (Maputo) - Zimbabwe (Prétoria) |

## Anciennes ambassades
- Corée du Nord
- Danemark
- Sénégal